# Zuidoost-Noord-Brabant
Zuidoost-Noord-Brabant is een regio in het zuidoosten van de provincie Noord-Brabant. Binnen de regio wordt nauw samengewerkt in de metropoolregio Eindhoven, welke exact overeenkomt met deze regio.
De regio bestaat uit twee streken (tevens natuurgebieden): de Peel in het oosten en de Kempen in het westen. Historisch gezien vormde deze twee streken kwartieren binnen de Meierij van 's-Hertogenbosch, (Peelland en Kempenland).

## Gemeenten
21 gemeenten met een totale oppervlakte van 1.457,81 km² en een totaal aantal inwoners van driekwart miljoen (773.203 in 2019, bron: CBS) werken samen in de Metropoolregio Eindhoven. De drie grootste kernen in de regio zijn Eindhoven, Helmond en Veldhoven.
| Gemeente          | Inwonertal |
| ----------------- | ---------- |
| Asten             | 17.294     |
| Bergeijk          | 19.193     |
| Best              | 31.220     |
| Bladel            | 20.980     |
| Cranendonck       | 20.866     |
| Deurne            | 33.183     |
| Eersel            | 20.188     |
| Eindhoven         | 246.443    |
| Geldrop-Mierlo    | 40.736     |
| Gemert-Bakel      | 31.428     |
| Heeze-Leende      | 16.800     |
| Helmond           | 95.884     |
| Laarbeek          | 23.233     |
| Nuenen c.a.       | 24.231     |
| Oirschot          | 19.267     |
| Reusel-De Mierden | 13.577     |
| Someren           | 20.187     |
| Son en Breugel    | 17.949     |
| Valkenswaard      | 31.700     |
| Veldhoven         | 46.826     |
| Waalre            | 17.995     |
| Totaal            | 784.369    |

## Ligging
| Aangrenzende regio's | Aangrenzende regio's | Aangrenzende regio's    | Aangrenzende regio's | Aangrenzende regio's |
| -------------------- | -------------------- | ----------------------- | -------------------- | -------------------- |
| Midden-Noord-Brabant |                      | Noordoost-Noord-Brabant |                      |                      |
|                      |                      |                         |                      |                      |
| Antwerpen (BE)       | Noord-Limburg        |                         |                      |                      |
|                      |                      |                         |                      |                      |
|                      |                      | Limburg (BE)            |                      | Midden-Limburg       |